# باریکان (جم)
باریکان روستایی از توابع بخش مرکزی شهرستان جم استان بوشهر در جنوب ایران.
این روستا در دهستان کوری قرار دارد و بر اساس سرشماری سال ۱۳۸۵ جمعیت آن ۳۷۳ نفر بوده است.